# Hello Kinski
Hello Kinski är en svensk popgrupp bestående av Mikael Gomilsek, Harry Wallin Eric Zetterfalk och Hampus Lundgren. Bandet släppte sitt debutalbum Boys of the year våren 2005. I början av 2008 kom uppföljaren Movers and Shakers som bl.a. innehåller singeln "Ali". "Ali" har använts till antimobbningorganisationen Friends TV- och radiokampanjer under 2008. 

## Diskografi

### Album
- 2005 – Boys of the Year
- 2008 – Movers and Shakers

### Singlar
- 2005 – I've Seen You Around, What's Your Destination?
- 2005 – My Baby Should Be Home By Now
- 2005 – The Story of Eric and Jerry
- 2007 – Keep the lid on
- 2008 – Ali